# Fabio Biancalani
Fabio Darío Biancalani (Rosario, 22 de septiembre de 1961 – Resistencia, 26 de agosto de 2024) fue un ingeniero, empresario de la construcción y político argentino, miembro del Partido Justicialista, que se desempeñó como senador nacional por la provincia del Chaco entre 2007 y 2013.

## Biografía
Nació en Rosario (provincia de Santa Fe) en 1961 y se recibió de ingeniero en vías de comunicación en la Universidad Nacional del Nordeste en 1986. Antes de entrar en política, trabajó en la empresa de construcción de su padre Andelmo, a la cual continuó vinculado.
Comenzó su actividad política como encargado de prensa en las campañas de Florencio Tenev, siendo más tarde precandidato a intendente de Resistencia y precandidato a senador, participando en internas del Partido Justicialista (PJ).
En las elecciones legislativas de 2007, fue elegido senador nacional por la provincia del Chaco en la lista de la alianza Frente Chaco Merece Más e integró el bloque PJ-Frente para la Victoria. Completó su mandato en 2013. Fue vocal en las comisiones de Seguridad Interior y Narcotráfico; de Industria y Comercio; de Derechos y Garantías; de Infraestructura, Vivienda y Transporte; de Sistemas, Medios de Comunicación y Libertad de Expresión; y de apoyo a las obras del río Bermejo. También integró el Parlamento del Mercosur por Argentina.
En 2008 votó a favor del proyecto de Ley de Retenciones y Creación del Fondo de Redistribución Social, al año siguiente, a favor de la Ley de Servicios de Comunicación Audiovisual y en 2010 se abstuvo en la votación de la ley de matrimonio entre personas del mismo sexo.
En las primarias de las elecciones provinciales de 2011, fue precandidato a gobernador del Chaco enfrentándose en las internas del PJ contra Jorge Capitanich. Fue acompañado por Griselda Szoke como precandidata a vicegobernadora.
En 2016, fue involucrado en la causa judicial del Caso Lázaro Báez, en relación con la empresa constructora familiar, por «presunta evasión agravada». En 2020 fue procesado sin prisión preventiva.
En 2024 comenzó el juicio contra Biancalani, Lázaro Báez y otros acusados, imputados por emitir facturas falsas en un esquema de evasión millonaria que involucraba a la Sucesión de Adelmo Biancalani y Austral Construcciones. La fiscalía había solicitado una condena de 5 años de prisión para Biancalani, pero su fallecimiento resultó en la extinción de la acción penal en su contra.

### Fallecimiento
Biancalani falleció el 26 de agosto de 2024 a los 62 años en una clínica de Resistencia, donde estaba internado tras sufrir un ACV y dos infartos. Su deceso ocurrió pocos días antes de que se conociera el veredicto en la causa en la que estaba procesado.